# Estadio de la Cerámica
El Estadio de la Cerámica, anteriormente conocido como El Madrigal, es un estadio de fútbol ubicado en la ciudad de Villarreal, provincia de Castellón en la Comunidad Valenciana en España. Es propiedad y sede del Villarreal Club de Fútbol. En él se han disputado cinco semifinales europeas. Tiene un aforo de 23 500 espectadores, al que llegó tras la ampliación realizada para la Liga de Campeones de la UEFA en 2008. Está ubicado al lado de la plaza del Labrador quedando la grada de tribuna es paralela a la calle Blasco Ibáñez a unos 10 km del mar Mediterráneo a 50 m s. n. m. Tiene el apodo de Feudo Amarillo.

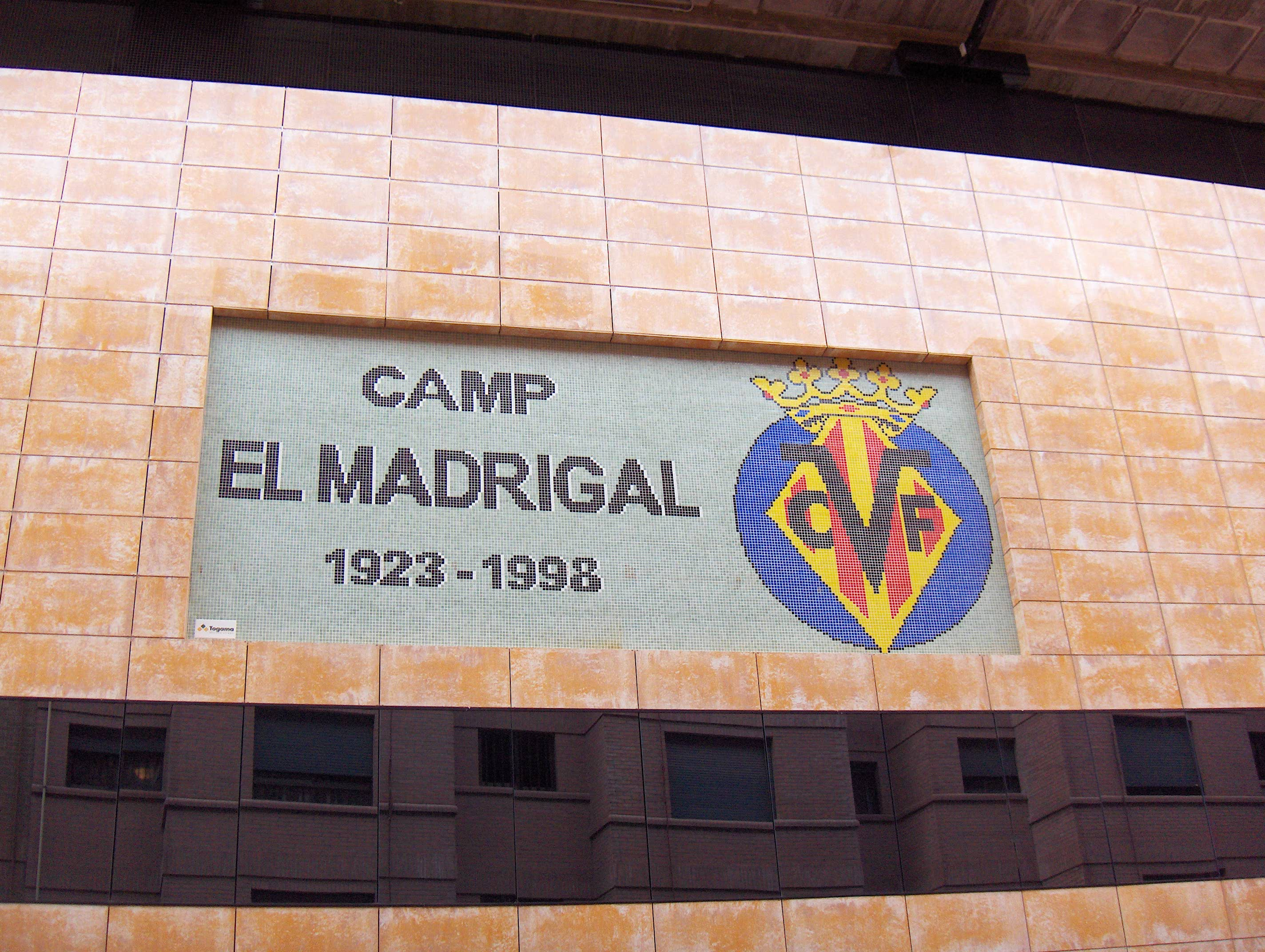
Mural con el anterior nombre del estadio del Villarreal C.F.

## Historia
El 17 de junio de 1923 se inauguró "Campo del Villarreal" que dos años después, en 1925, pasó a llamarse "El Madrigal" tomando el nombre del lugar donde estaba ubicado. El  partido inaugural fue un encuentro el Club Deportivo Castellón y el Cervantes.
En el verano de 1952 se realiza una remodelación de las instalaciones en la que  se amplia en campo de juego desde los 95 x 50 m originales a 104 x 65 m, medidas similares al del Estadio Olímpico de Helsinki donde se jugaron los Juegos Olímpicos de Helsinki 1952 que servía de referencia en aquel entonces. En los años 1960 se realiza una pequeña cubierta y entre 1971 y 1972 se finalizan las gradas y en  1988 se realiza la nuevo galería que se inauguró el  8 de marzo de 1989, con un partido amistoso frente al Atlético de Madrid. El 16 de septiembre de 1973 se inaugura la iluminación nocturna con el encuentro entre Tercera División entre Villarreal CF y SD Ibiza.
En 1998, coincidiendo con el 75 aniversario de la creación del club, se vuelven a realizar nuevos graderíos con cubierta y un anfiteatro. Se construye un "centro vip" y se rehace la cabecera norte culminando los trabajos en la Liga de 1999/00. En el verano de 2001 la grada de Preferencia fue ampliada. En 2005 se adapta a las características requeridas para poder participar en la Liga de Campeones,
La ubicación de los vestuarios ha cambiado en varias ocasiones; hasta 1936 estaban en la parte sureste del estadio, después en el norte-este hasta 1989, en ese año fueron situados en la parte suroeste del estadio. Tras la última reforma se han ubicado en debajo de la galería principal.
En noviembre de 2008 recogió el encuentro entre la selección española y la de  Chile.
El 8 de enero de 2017 pasó a  llamarse "Estadio de la Cerámica", por decisión personal del entonces presidente del club, Fernando Roig.
En 2022, se llevó a cabo una amplia remodelación del estadio, según el proyecto de la empresa de ingeniería  Idom, que supuso su cerramiento completo, con la construcción de una nueva grada en la esquina entre Preferencia y Fondo Sur, nuevas cubiertas, fachada íntegramente recubierta de placas cerámicas amarillas, la mejora de los espacios interiores y la renovación de la iluminación, los asientos y los videomarcadores.

## Els Casals Grocs
El Estadio de la Cerámica provee toda clase de comodidades para que sus seguidores vean los partidos del Villarreal C. F. Para ello, existen 30 Casals Grocs (casetas vip con aire acondicionado), televisión con diferentes transmisiones del juego (para aquellos que no pueden ver el juego sin repeticiones), servicio de comida, asientos individuales y acceso independiente a los asientos de la parte sur de la galería por medio de 3 elevadores para fácilmente alcanzar el edificio de estacionamiento. De las 30 casetas, 5 acomodan 20 personas, 23 a 15 personas, y las últimas dos a 12 seguidores.

## Liga de Campeones

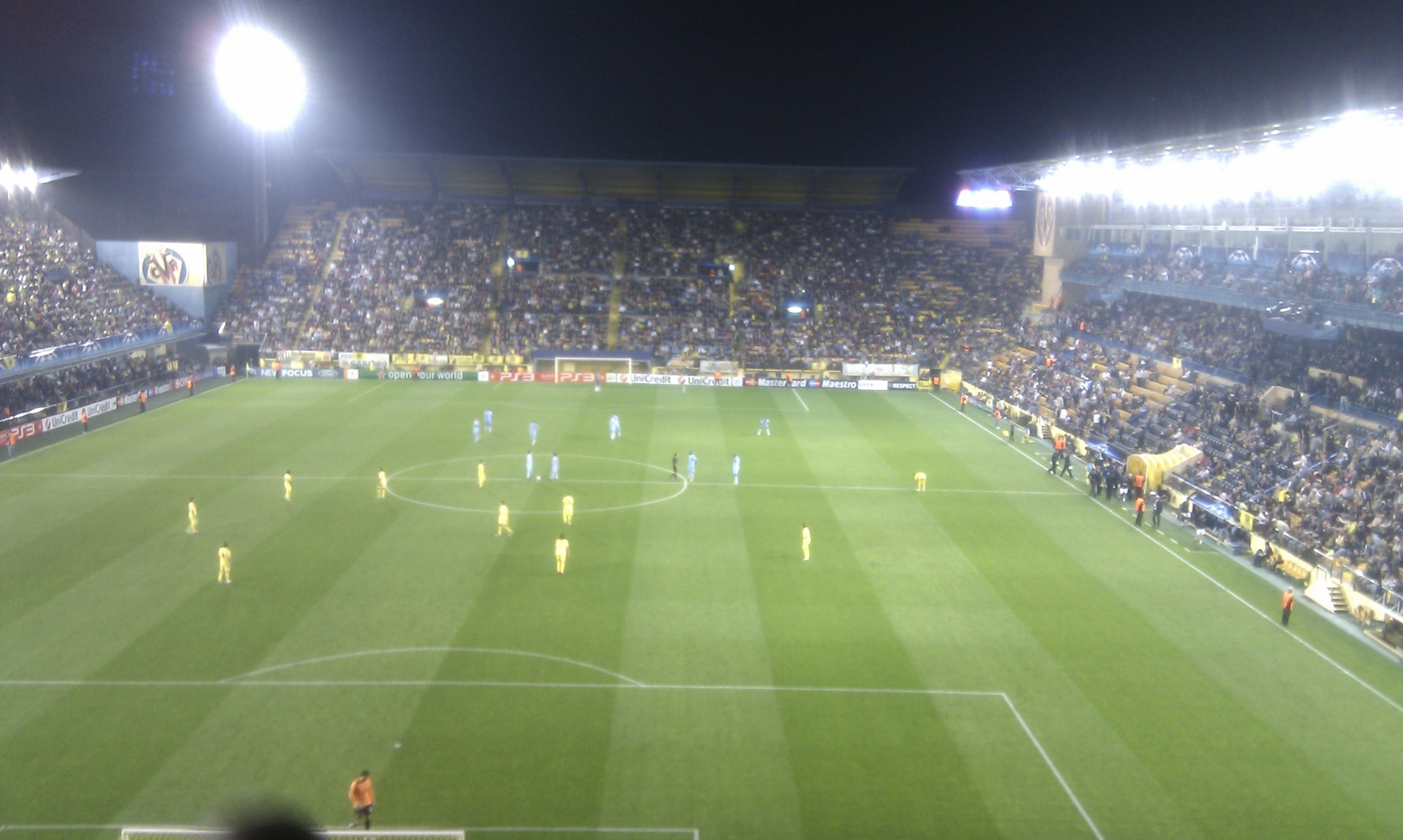
Partido correspondiente a la fase de grupos de la Liga de Campeones 2011/12 disputado entre el Villarreal C.F. y el Manchester City

Para ser aprobado por la Liga de Campeones, los estadios tienen que poseer una serie de requisitos, por ello el estadio tuvo que ser renovado en 2005 para cumplir esas regulaciones. Los asientos fueron cubiertos con placas amarillas, para mejorar la estética, y para beneficiar la industria de placas de la ciudad. Los vestuarios fueron renovados, creando una oficina para el entrenador, sala de fisioterapia, un área de baños y duchas. También fueron creadas unas oficinas para los delegados de la UEFA, una sala de lucha contra el dopaje, y la sala para conferencias de prensa fue expandida.
La separación del pasto con las galerías fue expandido por 1 m, y la entrada a vestidores fue reconstruida. Dos restaurantes han sido creados dentro del estadio, y el sistema de publicidad fue computarizado.

## Denominaciones Oficiales
- Campo del Villarreal (1923-1925)

- El Madrigal (1925-2017)

- Estadio de la Cerámica (2017-presente)